# Coswig (Anhalt)
Coswig város és egyben közigazgatási alapegység, község Németországban, azon belül Szász-Anhalt tartományban, Wittenberg járásban. Lakosainak száma 11 468 fő (2023. december 31.).

## Földrajza
A város az Elba folyó északi magaspartján, a Fläming-hátságon, a jégkorszakban kialakult gerincen fekszik, előtte a folyó a szintén jégkorszaki eredetű ősfolyamvölgyben folyik.

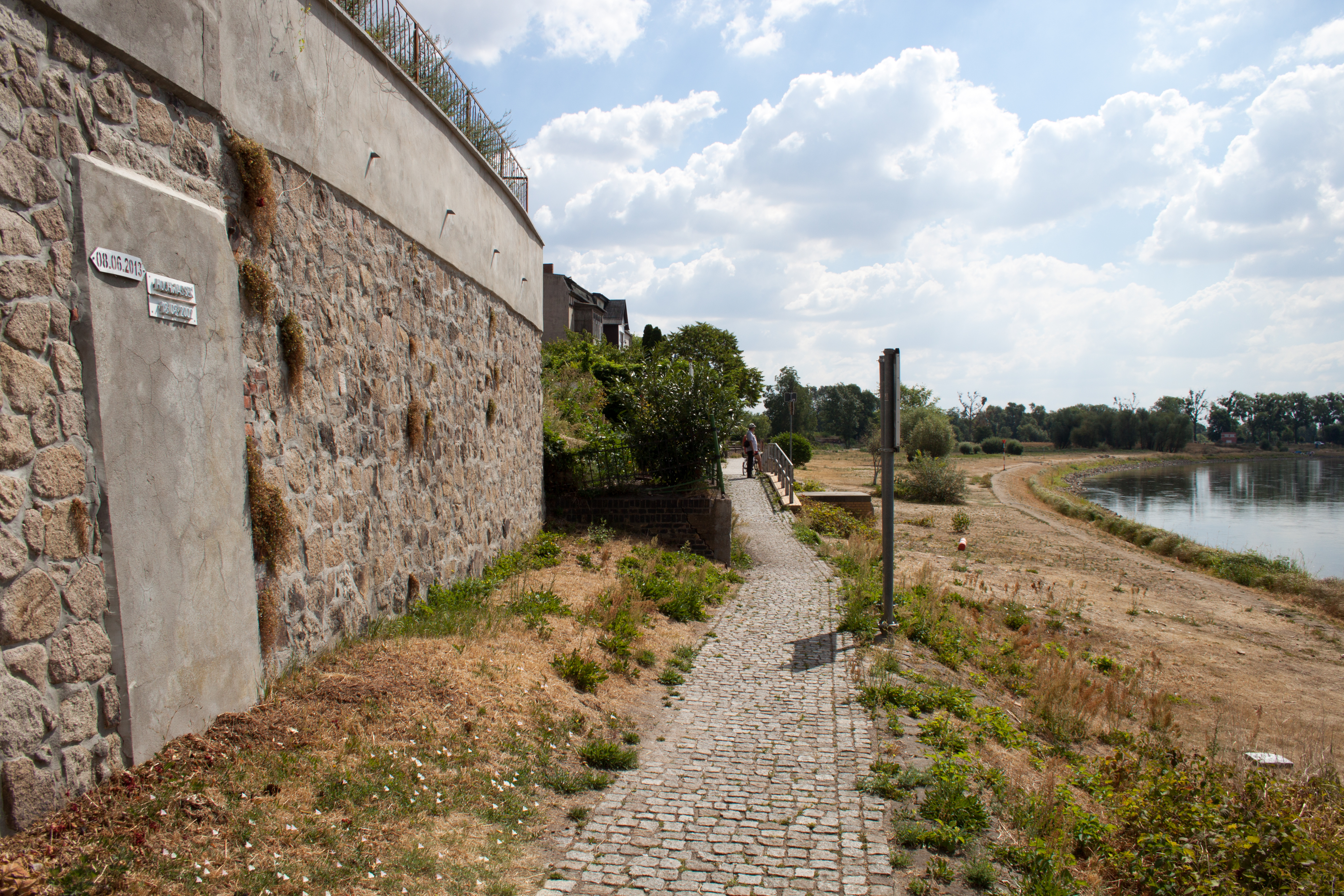
Az Elba partfala a városban, táblák jelölik a legutóbbi nagy árvizek szintjeit (2002 és 2013)
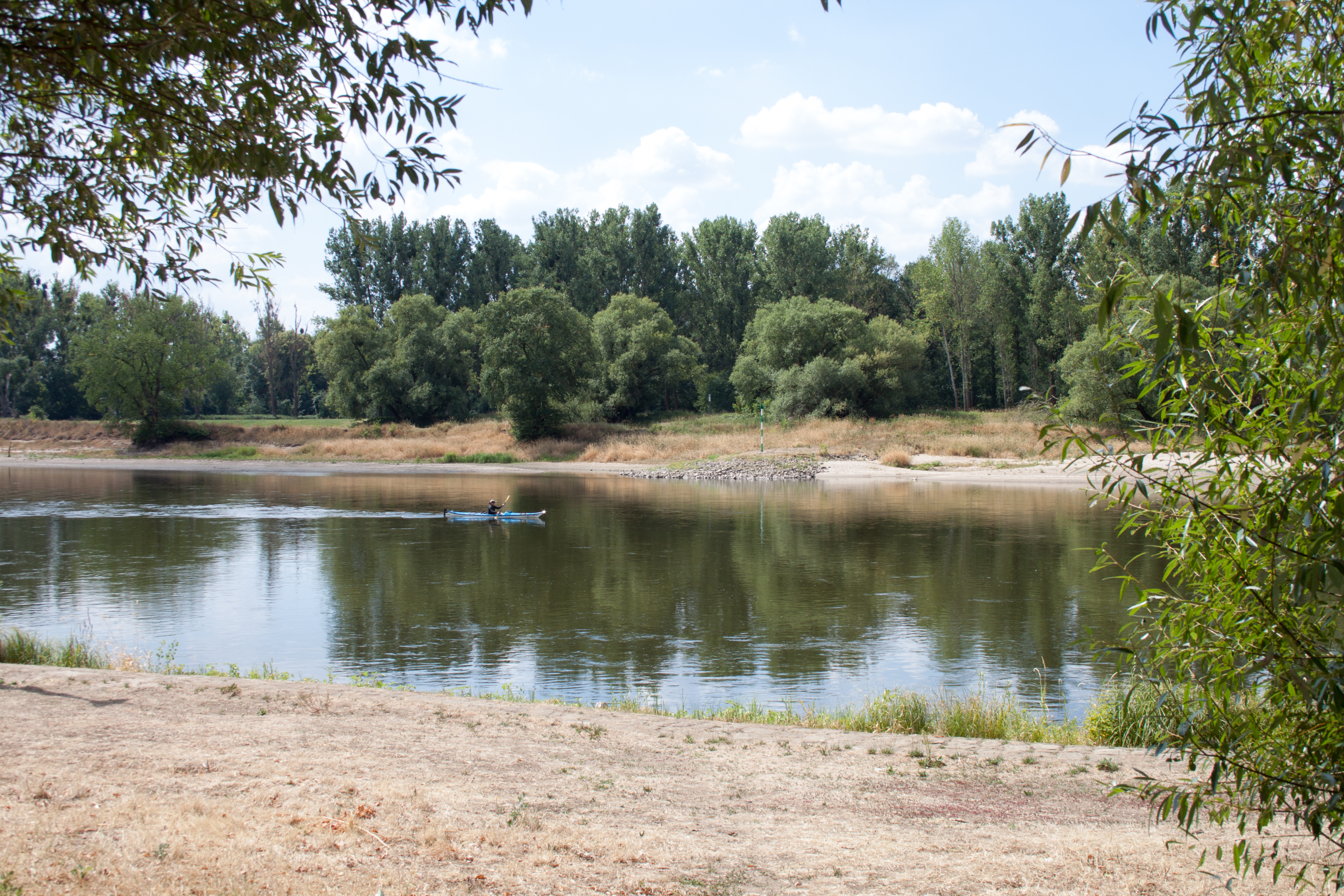
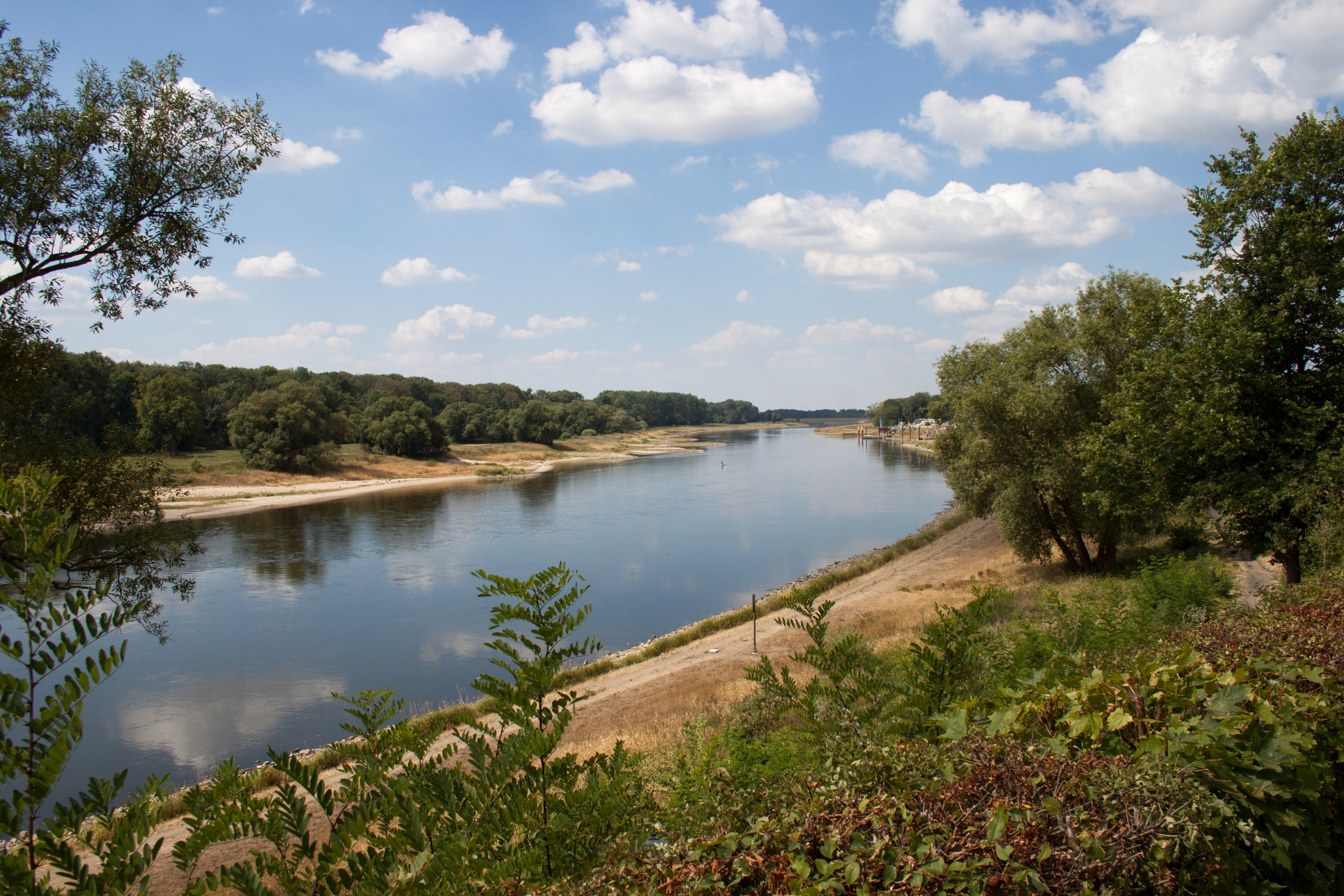
A vízparton jól látható az egykori hajóvontatók kitaposott útja

### A községhez tartozó további települések
| - Bräsen - Buko - Cobbelsdorf - Düben - Hundeluft - Jeber-Bergfrieden - Klieken - Köselitz | - Möllensdorf - Ragösen - Senst - Serno - Stackelitz - Thießen - Wörpen - Zieko |

## Története
A vidék időszámításunk kezdete után a germán és a nyugati szláv törzsek települési területének határvidékén volt. A város első írásos említése 1187-ben származik, Cossewiz vára néven. 1215-ben az ősi német nemesi család, az Askani-ház legfontosabb birtoka volt az Elbától északra. A középkorban flamandokat telepítettek a vidékre, akikről a földrajzi táj jelenlegi nevét kapta. A hagyomány szerint a flamandok honosították meg a gémeskutak használatát, amikből ma is látható néhány a környéken. A településen számos fazekas működött.
A 16. században a schmalkaldeni háború idején spanyol csapatok végeztek nagy pusztítást a településen. A harmincéves háború idején Wallenstein egy ideig itt tartotta a főhadiszállását. 1603 és 1793 között az Anhalt-Zerbst hercegség része volt.
A város kastélya 1667–1677 között épült. 1874-ben börtönné alakították át. A náci uralom idején a 300 főre épült börtönben 900-as raboskodtak, nagyrészt politikai foglyok. 1944 novemberében a városi lőszergyárban robbanás történt, aminek 94 halálos áldozata volt.
A város mindig szoros kapcsolatban állt a folyóval. A halászok negyede alsó és felső részből (Ober- und Unterfischerei) állt. A folyóban sokféle halat fogtak, így gyakori volt a csuka, a jászkeszeg, a ponty, a vörösszárnyú keszeg, a fogas, a pisztráng, a fejes domolykó, az angolna, a lazac, a harcsa, de még tokfélék is előfordultak. Az anhalti hercegi ház kormányzata már a 16. században rendeletben szabályozta a különböző halfajtákból kifogható halak minimális méreteit. A folyón kötél által mozgatott komp működött, ami csak a folyó víz energiáját hasznosítva vitte át az utasokat és a terheket az egyik partról a másikra. A vízparton hajóvontatók dolgoztak, a folyásiránnyal szemben 6-8 fős csapatok vontatták a hajókat. Az első gőzhajó 1839-ben jelent meg a folyón.
A második világháború végén, a nagy éhezések idején a környéken meghonosodott a kutyahús fogyasztása, amit Töpferschweinnek (fazekas-disznó) neveztek, mert a fazekasok kezdték el készíteni a legfeljebb négy éves kutyák húsát a kemencéikben. Ez később különleges helyi gasztronómiai hagyományként élt tovább. A kutyazsírt sütésre is használták, és patikákban is árusították TBC elleni szerként.
A város 1949-ben az NDK része lett. 1987-ben ünnepelte 800 éves fennállását. 2007. július 2-ától a várost és a községet a hozzá tartozó 16 településsel Wittenberg járáshoz csatolták.
A kastélyt 2006-ban privatizálták, az új tulajdonos kulturális centrum kiépítését ígérte.

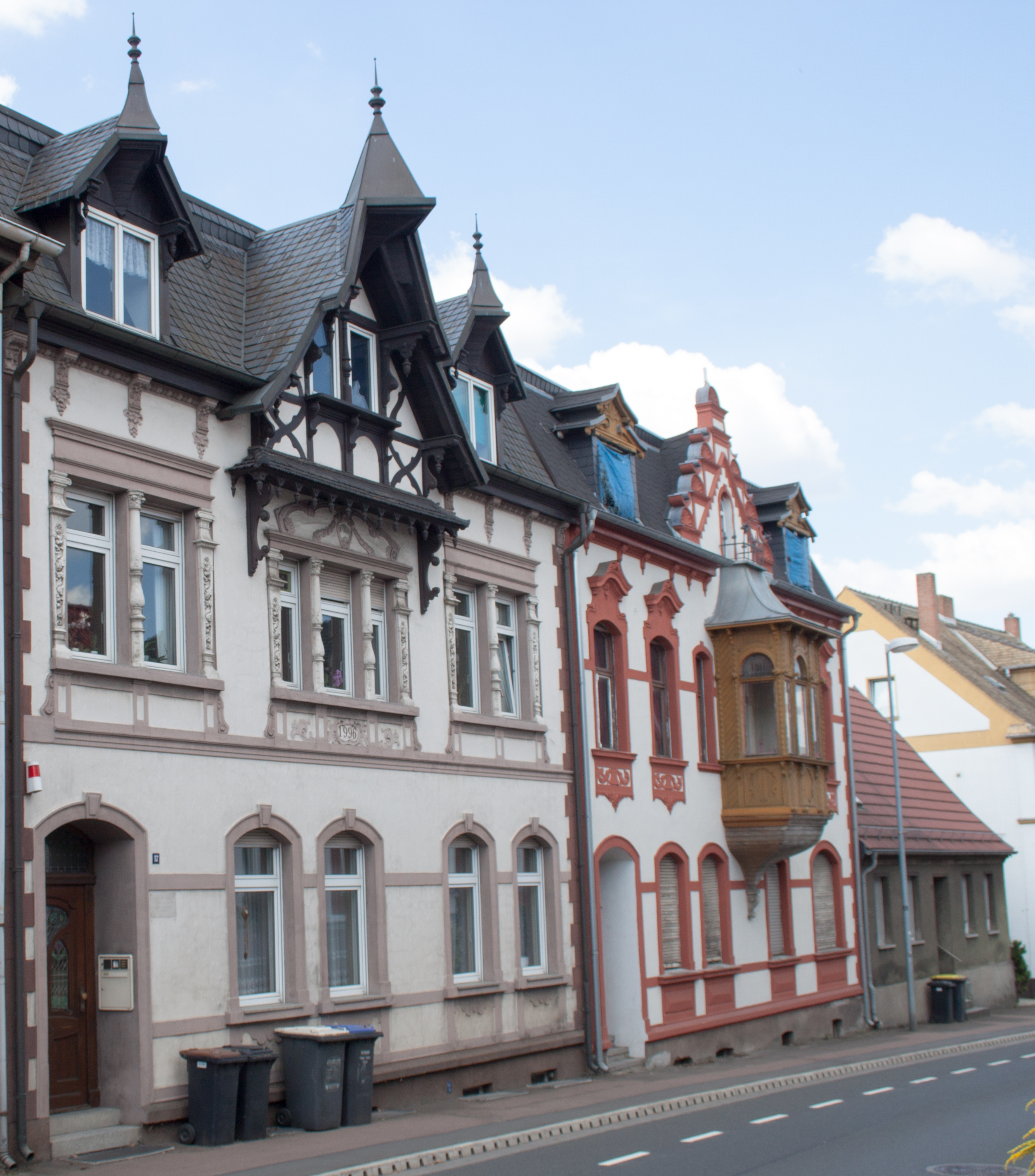
A főutca részlete
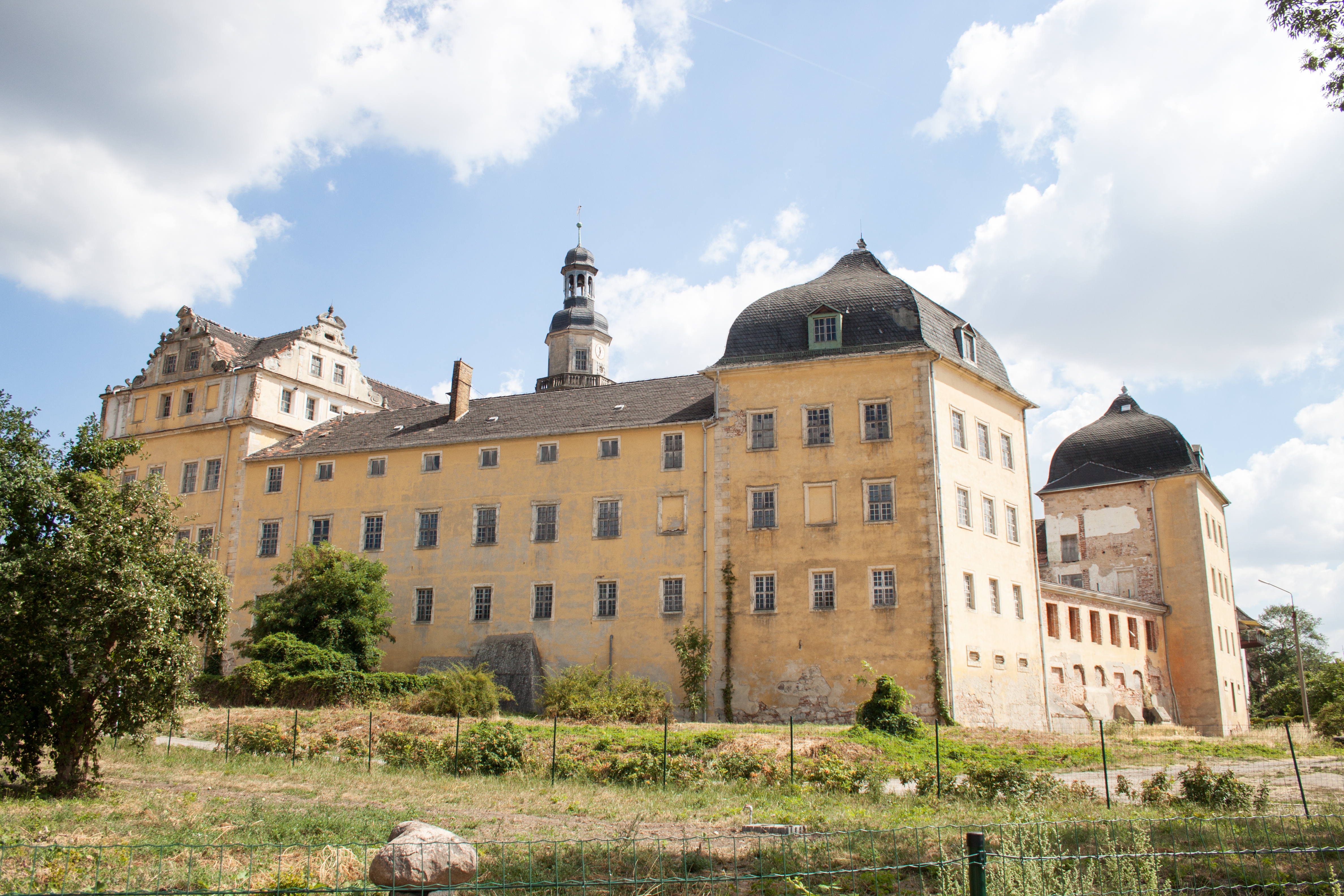
A kastély
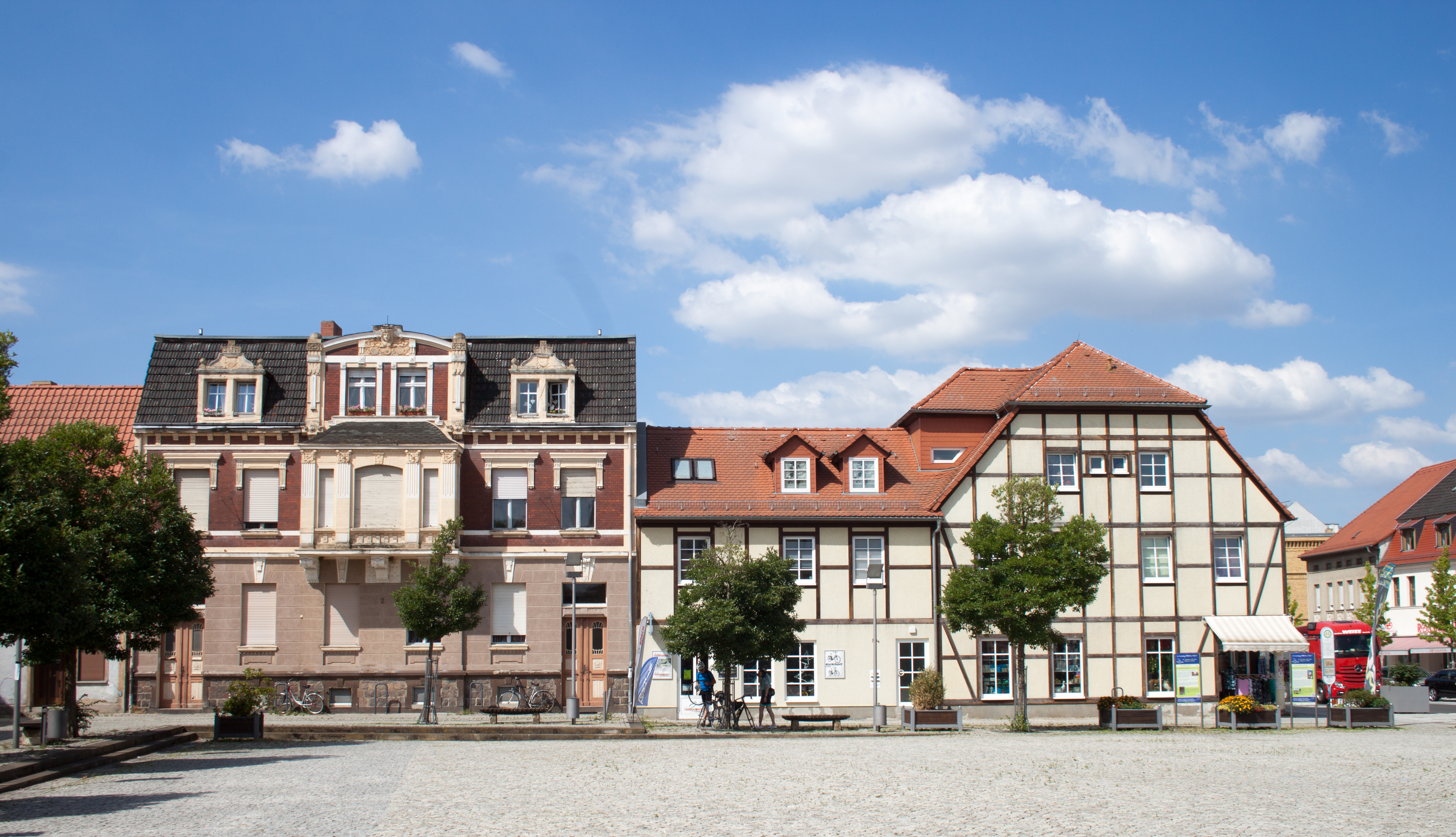
A főtér részlete
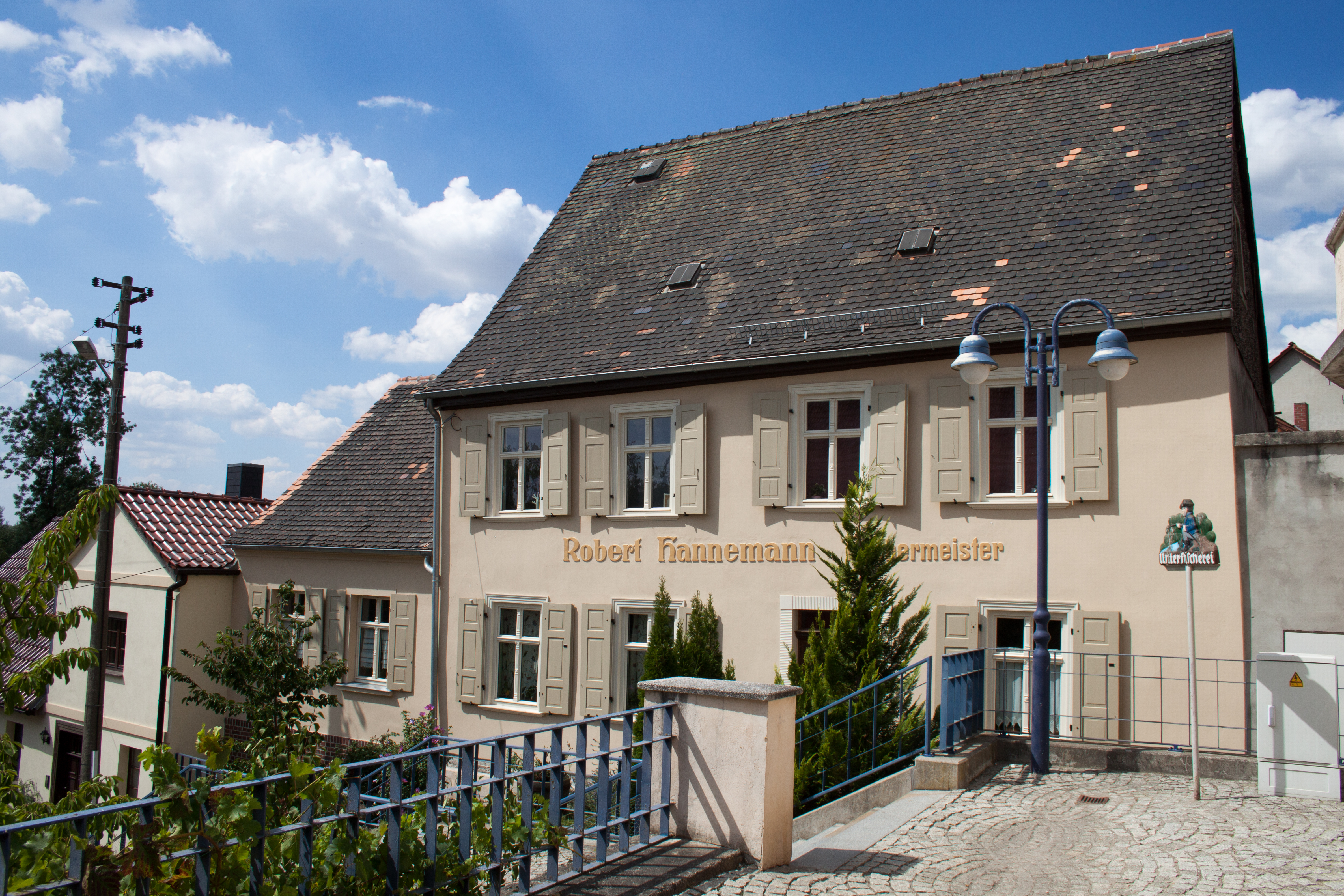
Az Unterfischerei egykori halászmesterének háza
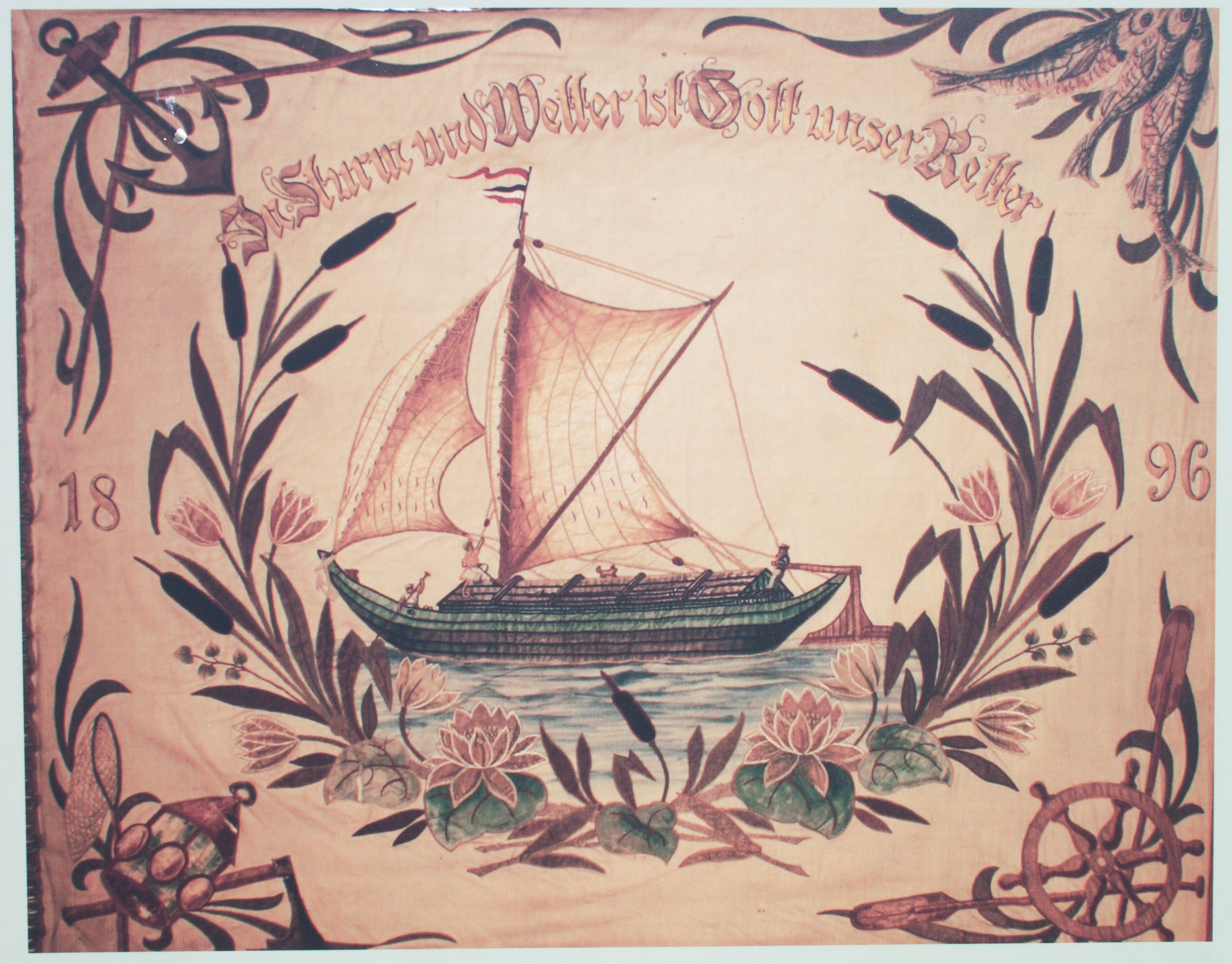
A hajósok és halászok egykori céhének zászlaja

## Fordítás
- Ez a szócikk részben vagy egészben  a   Coswig (Anhalt) című német Wikipédia-szócikk ezen változatának fordításán alapul.  Az eredeti cikk szerkesztőit annak laptörténete sorolja fel. Ez a jelzés csupán a megfogalmazás eredetét és a szerzői jogokat jelzi, nem szolgál a cikkben szereplő információk forrásmegjelöléseként.

## Kapcsolódó szócikk
- Szász-Anhalt települései